# Будки (Псковская область)
Будки — деревня в Бежаницком районе Псковской области России. Входит в состав сельского поселения Бежаницкое.

## География
Деревня находится на востоке Псковской области, в пределах Бежаницкой возвышенности, к востоку от реки Льста, к западу от реки Полоница, на расстоянии примерно 12 километров (по прямой) к юго-западу от посёлка городского типа Бежаницы, административного центра района. Абсолютная высота — 165 метров над уровнем моря.

## История
В период с 2005 по 2010 годы населённый пункт входил в состав Дворицкой волости, с 2010 по 2015 годы — в состав сельского поселения Пореченское.

## Население
| 2001 | 2002 | 2010 |
| ---- | ---- | ---- |
| 4    | ↗7   | →7   |

Согласно результатам переписи 2002 года, в национальной структуре населения русские составляли 100 %.